# 巴格苏
巴格苏，又称巴格苏纳特（Bhagsunath）或巴格苏那伽（Bhagsunag），印度共和国喜马偕尔邦坎格拉县达兰萨拉镇的一个村庄，靠近麦克罗干吉。该村以当地的瀑布和印度教神庙而知名。
早在19世纪的英国档案中，就已经有“巴格苏”（Bhagsu）的存在，但其指称的是当地的一处避暑地，不仅包括现在的巴格苏村，还包括达兰萨拉、福赛斯干吉（ForsythGanj）和麦克罗干吉。

## 巴格苏的传说
在印度神话中，巴格苏王曾因偷NagDal湖的水而与蛇神发生战争，巴格苏王被打败后取得了蛇神的原谅，而他们战斗的地方被称为“巴格苏那伽”。